# Ermenegildo Pistelli
Ermenegildo Pistelli (Camaiore, 18 febbraio 1862 – Firenze, 14 gennaio 1927) è stato un presbitero, filologo classico, glottologo e papirologo italiano.

## Biografia

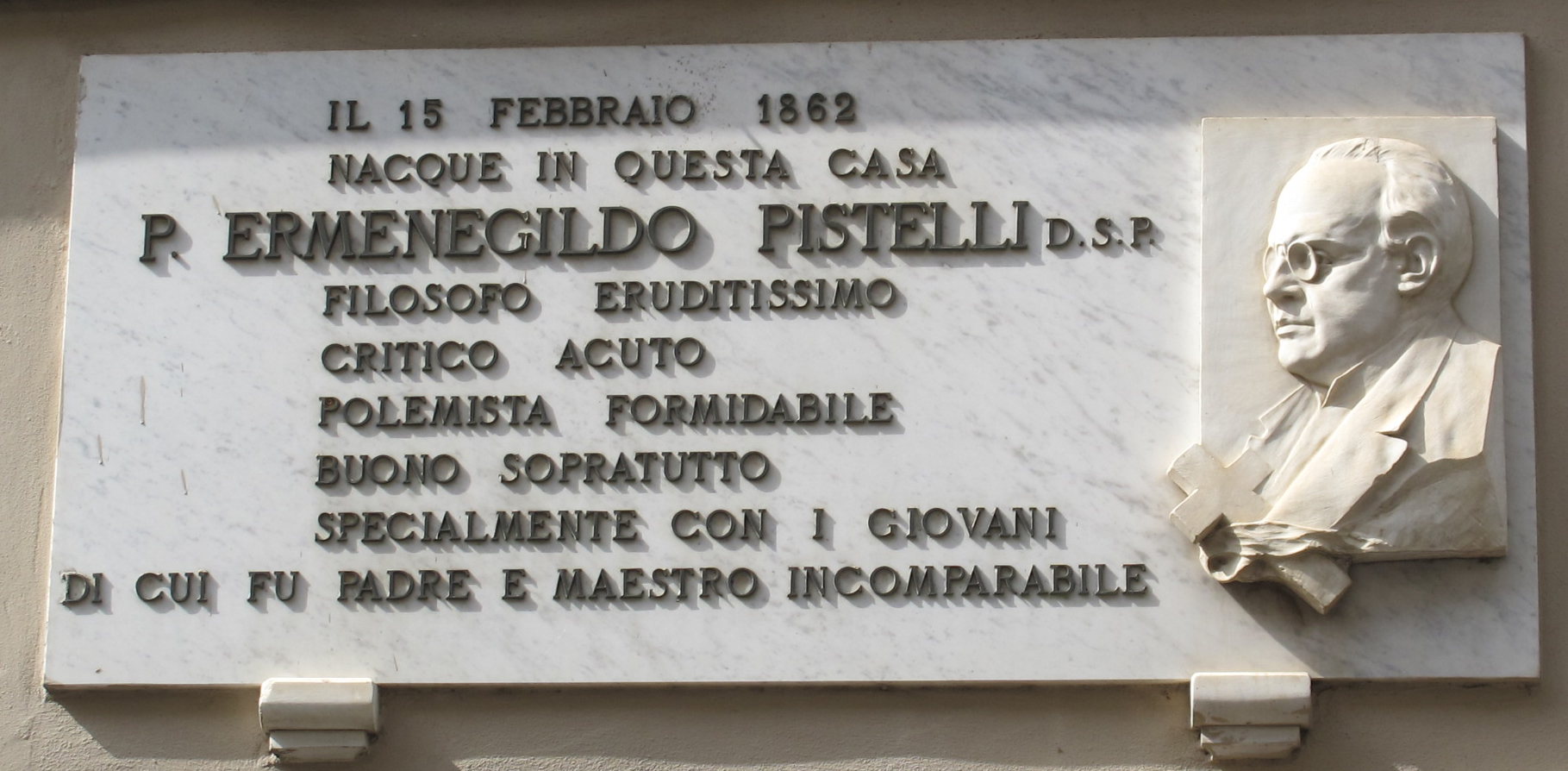
Camaiore, targa Ermenegildo Pistelli

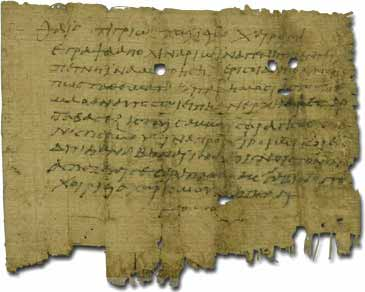
Una lettera privata su un papiro trovato ad Ossirinco

Studiò a Firenze filologia classica e poi divenne sacerdote presso i Padri Scolopi. Fu uno scrittore esperto di glottologia e papirologia. Tra il 1910 e il 1914 condusse quattro campagne di scavo, per il recupero di papiri a Ossirinco, nel medio Egitto, località situata alla distanza di un centinaio di chilometri da Hermupolis Magna, a sud del Cairo.
Pistelli insegnò nelle scuole medie, dal 1903 nelle scuole superiori ed anche nell'Università di Firenze. Le sue materie di insegnamento erano latino e greco.
Conobbe Giovanni Pascoli e incontrò Collodi nella Libreria Editrice Felice Paggi di Firenze.
Collaborò con Luigi Bertelli, Vamba (1858-1920) a Il giornalino della Domenica, fondato dallo stesso Bertelli nel 1906 e stampato fino al 1924. Nelle lettere che Pistelli scriveva a Vamba perché le pubblicasse su questo giornalino, si firmava Omero Redi e fingeva di essere un ragazzo. In una di queste lettere, tratta da Le pìstole di Omero, Pistelli parla dell'analisi logica che egli, immedesimandosi in Omero Redi, considera scienza astrusa e cervellotica, colpevole degli scarsi voti scolastici e dice: Quando un maestro ci vuol fare un tiro a colpo sicuro per rovinarci la media, eccolo con l'analisi logica, e solamente le cento razze di "complementi" bastano e n'avanza per assassinare tutta una scolaresca....

Nel 1906 Pistelli divenne anche direttore del gazzettino Passerotto.
Simpatizzò col fascismo e scrisse articoli sul giornale Battaglie fasciste, organo del fascio fiorentino. Nel 1925 su questo giornale fu anche in polemica con Benedetto Croce.
Scrisse Le memorie di Omero Redi (riguardanti il "Giornalino della Domenica" e il "Passerotto"), libro con copertina e illustrazioni di Filiberto Scarpelli, edito da Bemporad e figli a Firenze; Le pistole d'Omero che raggiunse almeno dieci edizioni, la prima nel 1917, con "figurine" di Filiberto Scarpelli, edita da Bemporad, la seconda nel 1919, la quarta nel 1923, con copertina di Vittorio Corcos e "figurine" di Filiberto Scarpelli, edita da Bemporad, la decima nel 1948 - postuma - , con copertina di Ugo Fontana, edita da Marzocco.
Un'altra sua pubblicazione fu Eroi, uomini e ragazzi, con la prefazione di Benito Mussolini, edita da Sansoni a Firenze nel 1927. Sempre in questo anno fu pubblicato Lettere a un ragazzo italiano.
Scrisse Profili e caratteri: Conti, Carducci, Villari, San Filippo, il P.Settimi, il P.Tosti, il P.Marchese, Rosmini, Manzoni, Bechi, edito a Firenze da Sansoni nel 1921. Del suo carteggio è stata fatta la schedatura e l'inventario.
Fu il curatore di un libro su Le Egloghe di Dante, del quale lesse due canti, il canto 33° del Paradiso nella sala di Dante in Orsanmichele (il libro su questa lettura fu edito da Sansoni nel 1922), il canto 14° del Purgatorio, sempre nella sala di Dante in Orsanmichele, edito nello stesso anno del precedente.
È sepolto nel Cimitero delle Porte Sante di Firenze, annesso alla basilica di San Miniato a Monte.